# Kanton Gouarec
Gouarec is een voormalig kanton van het Franse departement Côtes-d'Armor.
Het kanton maakte deel uit van het arrondissement Loudéac tot dat op 10 september 1926 werd opgeheven en het werd ingedeeld bij het arrondissement Guingamp. 
Het kanton werd opgeheven bij decreet van 13 februari 2014 met uitwerking op 22 maart 2015. Alle gemeenten werden toegevoegd aan het kanton Rostrenen.

## Gemeenten
Het kanton Gouarec omvatte de volgende gemeenten:
- Gouarec (hoofdplaats)
- Laniscat
- Lescouët-Gouarec
- Mellionnec
- Perret
- Plélauff
- Saint-Gelven
- Saint-Igeaux